# Sundae
Pour le boudin coréen, voir Sundae (boudin).
Pour l’article ayant un titre homophone, voir Sunday.
Un sundae  est une recette traditionnelle de dessert glacé de la cuisine des États-Unis, à base de crème glacée et de lait, nappée de divers ingrédients tels que coulis de fruits, sauces au chocolat, crème chantilly, éclats de noix de pécan, cacahuète, noisette ou noix, vermicelles ou pépites de chocolat, biscuits, morceaux de fruits ou cerise au marasquin ou fruit confit...

## Histoire
Variante des crème glacée, gelato, glace à l'italienne ou milk-shake, l'origine du sundae est incertaine et controversée. D'après l'Oxford English Dictionary, il semble provenir d'une déformation du mot sunday (dimanche, en anglais), soit parce qu'il s'agissait à l'origine d'une spécialité servie le dimanche, soit parce qu'il s'agissait du reste de crème glacée du dimanche, vendu moins cher le lundi.

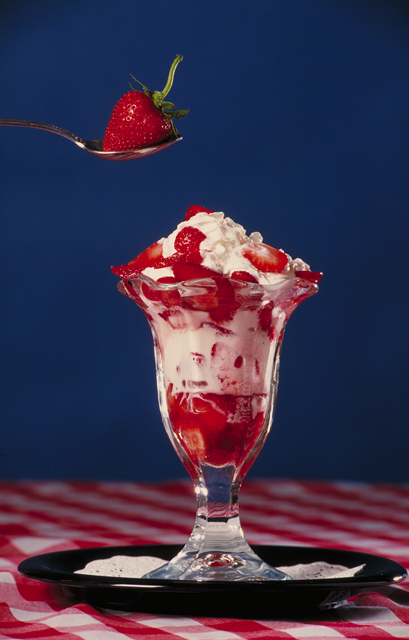
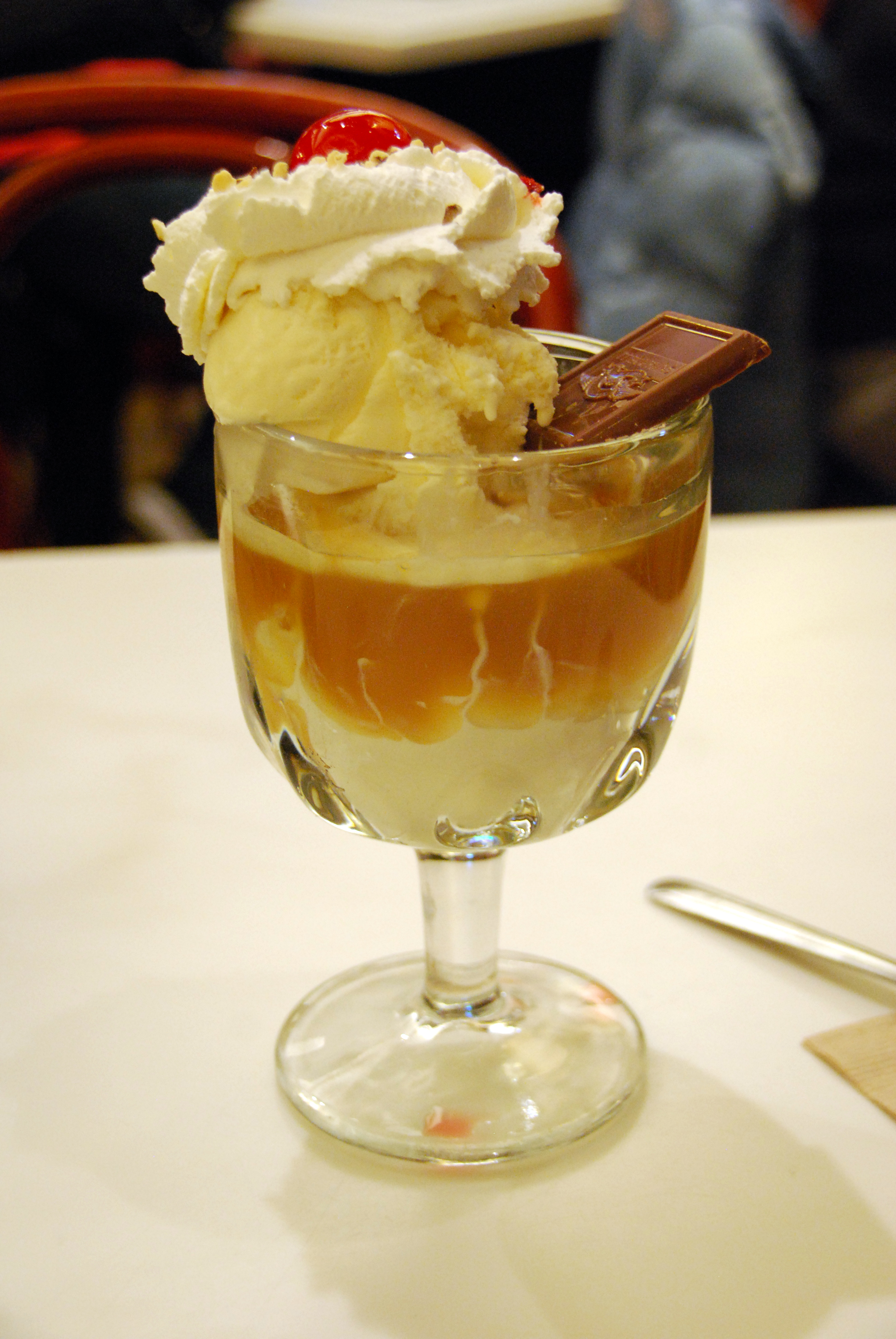
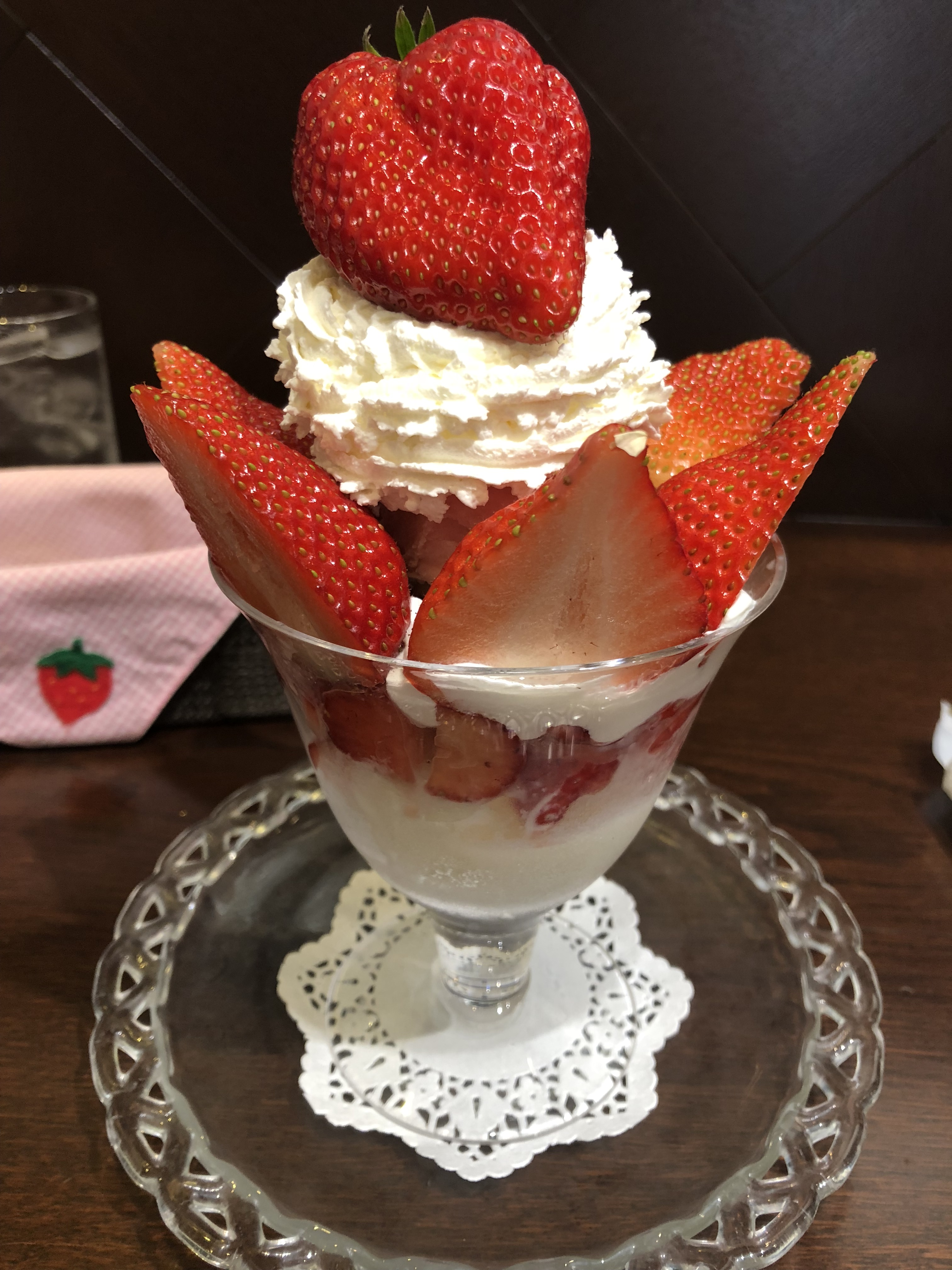
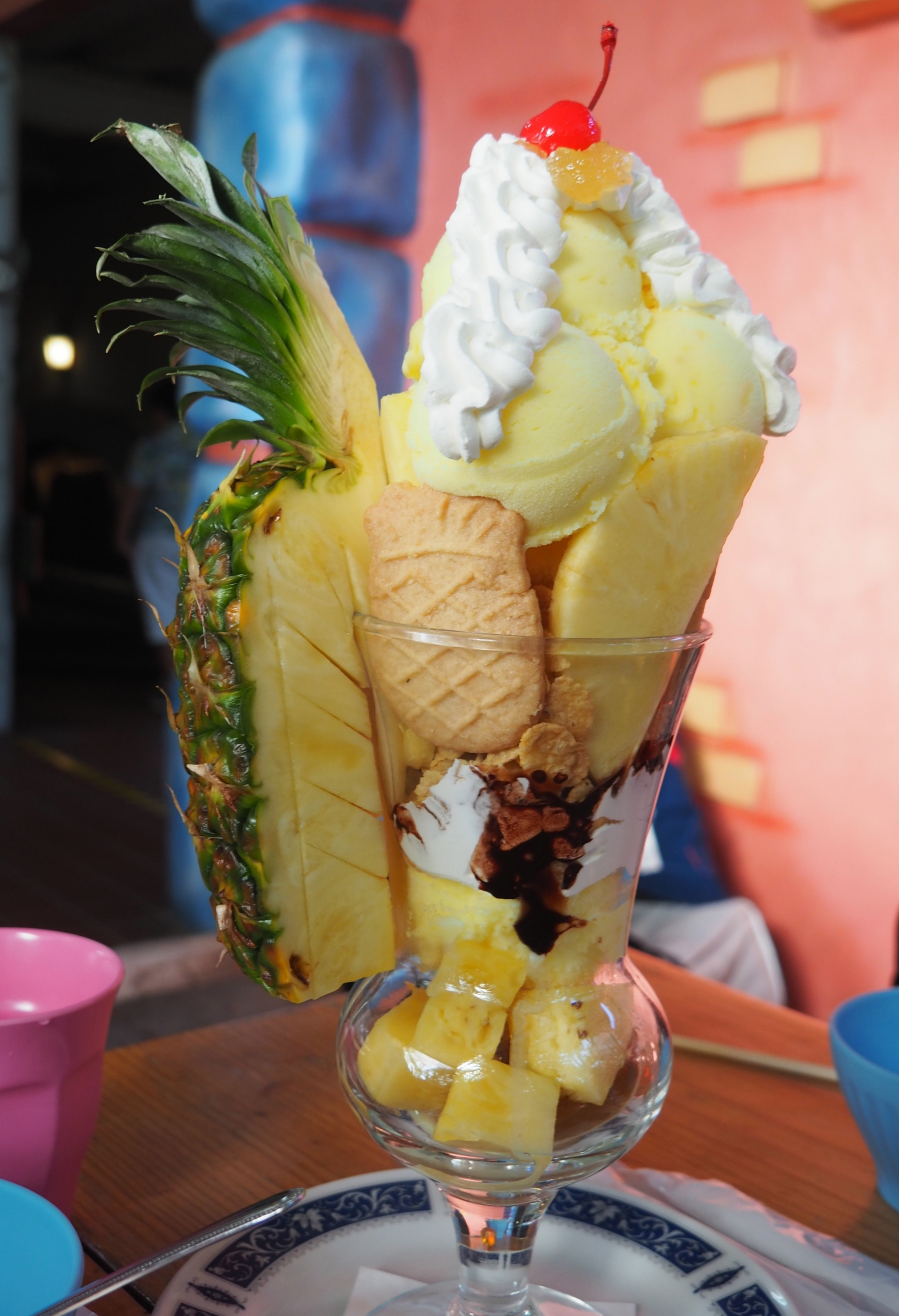

D'après l'explication la plus répandue, le sundae aurait été créé en réponse à l’interdiction d'utiliser des fontaines à soda le dimanche dans certains États ou villes des États-Unis, en rapport aux Blue laws américaines (lois religieuses et sociales sur le repos dominical, en rapport au traité shabbat de la religion abrahamique), et donc également à l'interdiction des ice cream soda le dimanche (soda servi avec une boule de crème glacée, très populaire à la fin du XIXe siècle aux États-Unis). 

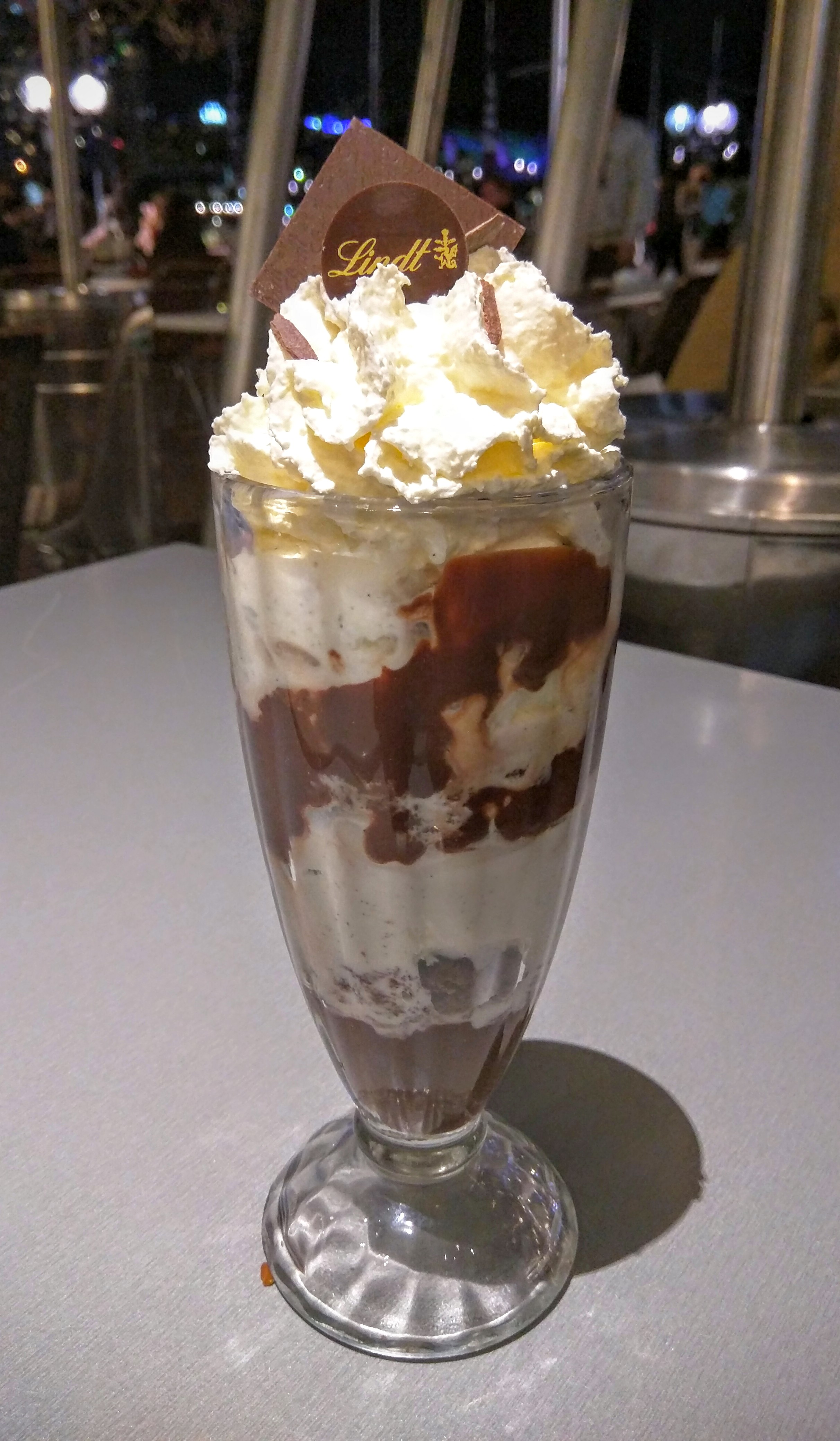
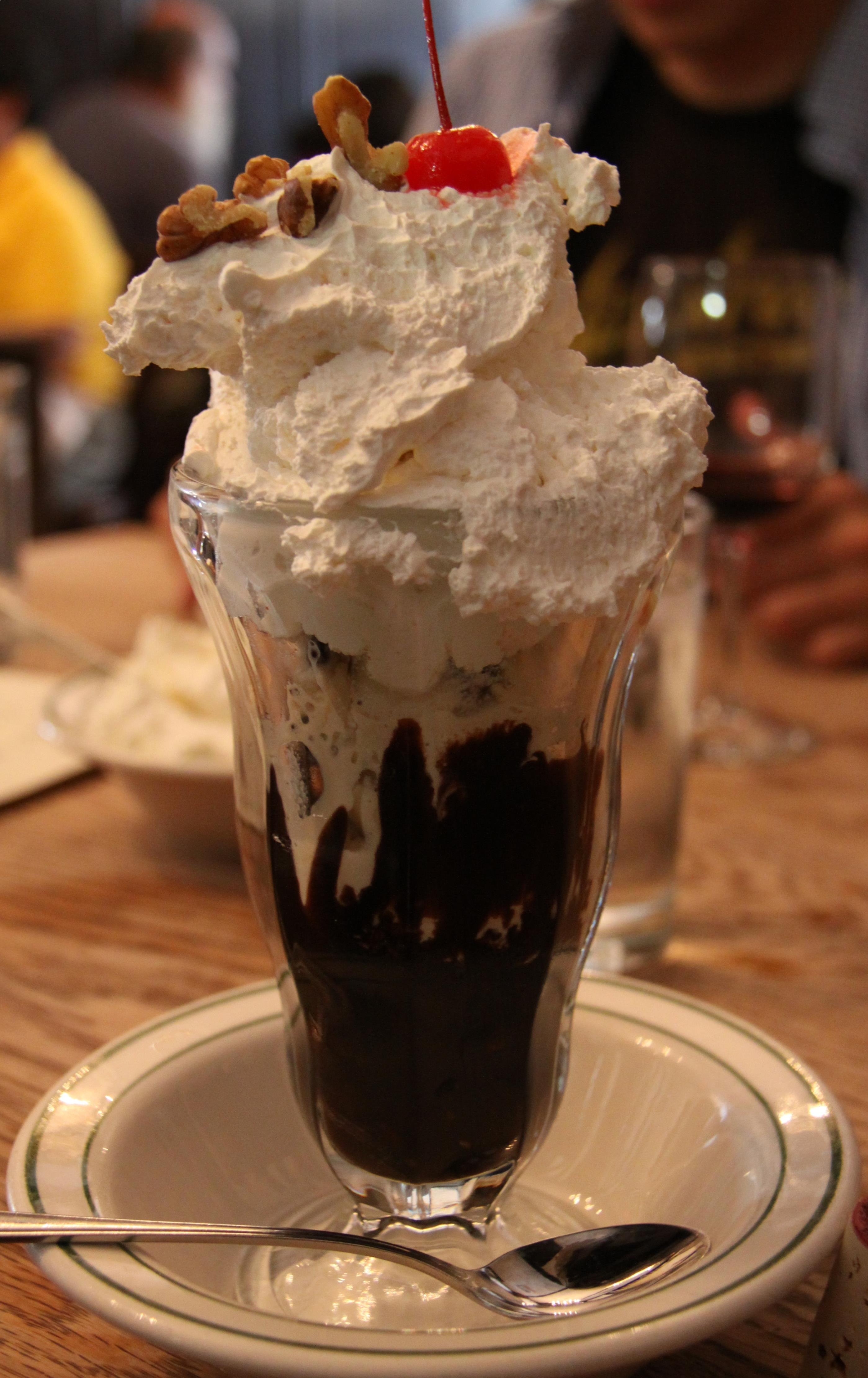
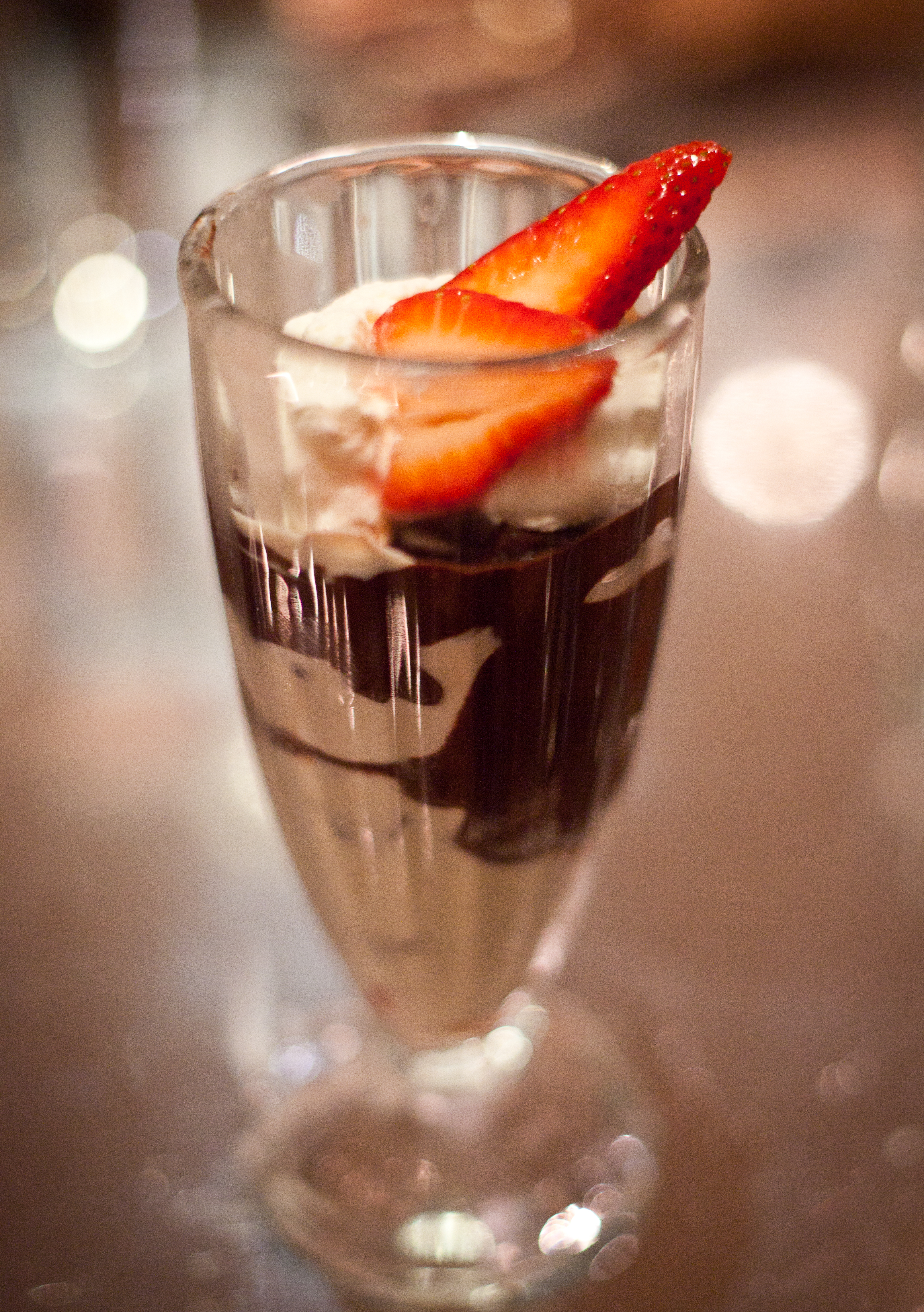
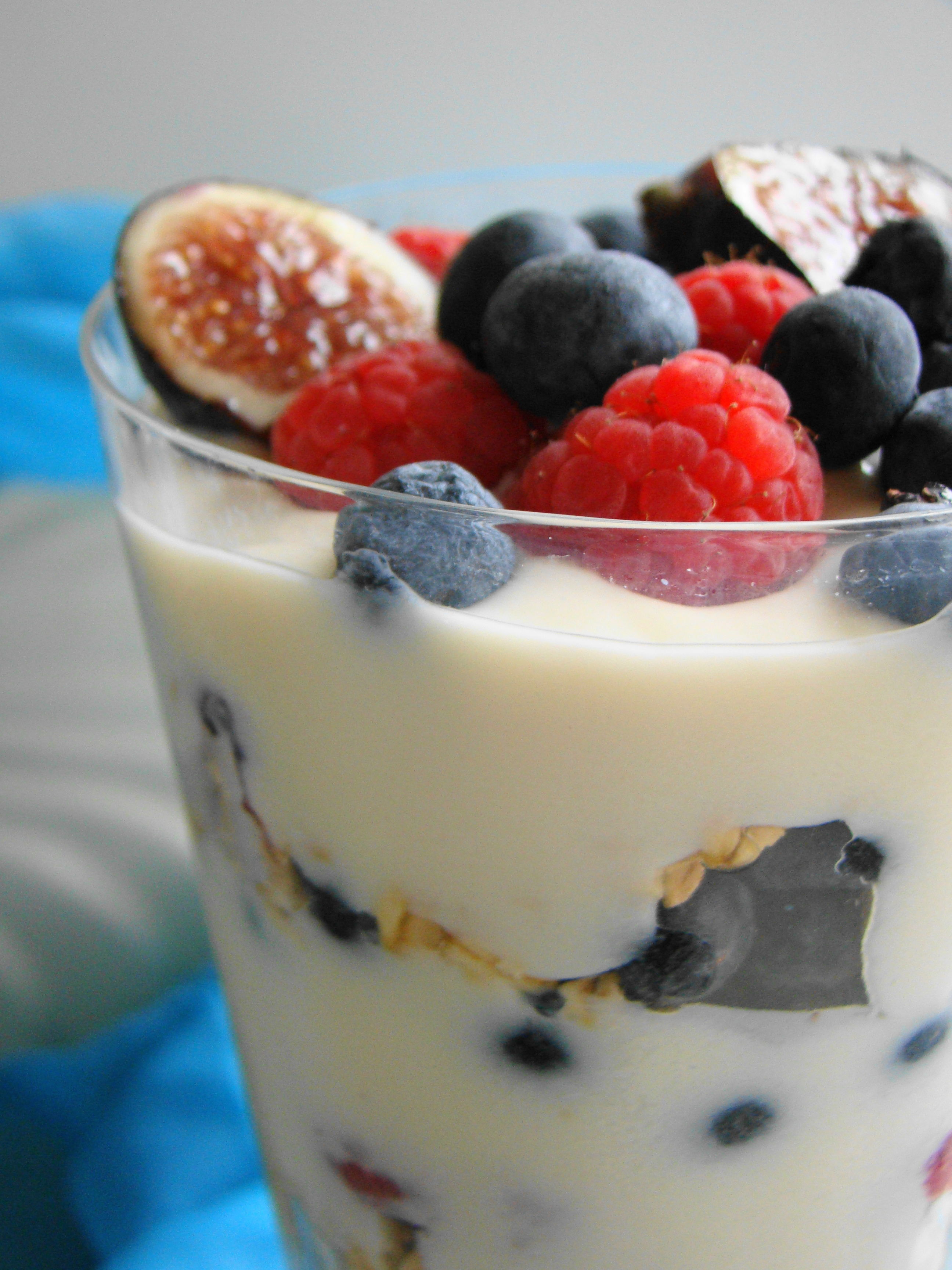

Plusieurs villes américaines revendiquent sa création, dont Ithaca (New York), Two Rivers (Wisconsin), et Evanston (Illinois) :

### Ithaca (New York)

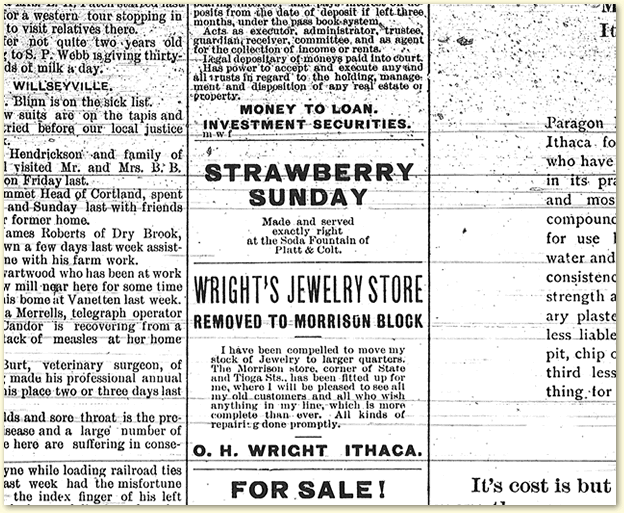
Extrait de lIthaca Daily Journal, daté du 28 mai 1892, présentant une publicité pour un « strawberry sunday » vendu dans un magasin local.

Ithaca est le plus souvent considérée comme la ville d'invention du sundae, sa variante étant appuyée par de nombreuses références. Selon elle, l'invention du sundae date du dimanche 3 avril 1892, quand le commerçant Chester Platt (en) servit au pasteur unitarien John M. Scott, une glace nappée de sirop de cerise et de cerises confites. Enthousiasmés par l'apparence et le goût du dessert, ils l'auraient nommé Cherry Sunday. La ville d'Ithaca présente à l'appui de son histoire plusieurs annonces publicitaires parues dans le Ithaca Daily Journal, dont la première le 5 avril 1892 pour un Cherry Sunday. Il s'agit de la plus vieille mention écrite du sundae.

### Two Rivers (Wisconsin)
Two Rivers (Wisconsin) revendique également la paternité du sundae. Son conseil municipal a d'ailleurs voté une résolution contestant la paternité à Ithaca en juin 2006. Dans cette variante, George Hallauer aurait commandé au marchand de glace Edward Berners, un ice cream soda un dimanche de 1881. En raison des lois sur le repos dominical, Edward Berners aurait refusé et lui aurait servi à la place une glace avec du sirop de chocolat (utilisé habituellement pour le ice-cream soda). Two Rivers aurait donc inventé le sundae onze ans avant Ithaca. Cette histoire a été rapportée par Edward Berners dans le Two Rivers Reporter en 1929. Elle est par ailleurs reprise par le journaliste et linguiste américain H. L. Mencken dans son livre The American Language, qui ajoute que le terme sundae aurait été inventé dans la ville voisine de Manitowoc (mais plusieurs sources affirment qu'il s'agissait d'un canular de H. L. Mencken).

### Evanston (Illinois)
Evanston revendique elle aussi la paternité du sundae. La vente de ice cream soda aurait alors été interdite dans cette petite ville de religion méthodiste, à l'époque nommée Heavenston. Afin de contourner la législation, un commerçant aurait servi un ice cream soda sans soda, soit une glace au sirop. Ce dessert aurait alors été nommé Sunday Soda, puis renommé en sundae pour ne pas utiliser le terme désignant le Jour du Seigneur comme nom de plat.

## Quelques variantes
- Crème glacée
- Boisson lactée
- Soda à la glace
- Milk-shake
- Smoothie
- Café glacé
- Café frappé
- Café liégeois
- Chocolat liégeois
- Mousse au chocolat
- Banana split
- Yaourt glacé
- Bombe glacée
- Dame blanche
- Cornet à glace
- Glace à la vanille
- Glace à l'italienne
- Poire Belle-Hélène